# Dieudonné (Oise)
Dieudonné é uma comuna francesa na região administrativa de Altos da França, no departamento de Oise. Estende-se por uma área de 10,38 km². Em 2010 a comuna tinha 860 habitantes (densidade: 82,9 hab./km²).